# 宮坂亘
宮坂 亘（みやさか わたる、1954年 - ）は、日本の農林官僚。林野庁次長や、農林水産省関東農政局長、日本政策金融公庫代表取締役等を経て、農畜産業振興機構理事長。

## 人物・経歴
1977年北海道大学法学部卒業、農林省入省、1995年農林水産省大臣官房総務課広報室長。1997年食糧庁総務部企画課長。1998年農林水産省食品流通局企業振興課長。2000年農林水産省畜産局食肉鶏卵課長。2001年農林水産省生産局畜産部食肉鶏卵課長。2002年食糧庁総務部総務課長。2003年農林水産省総合食料局付、農林水産省大臣官房審議官兼林野庁。2004年農林水産省大臣官房審議官兼経営局。2006年厚生労働省大臣官房審議官（健康、食品安全担当）。2007年厚生労働省大臣官房審議官（健康、食品安全、医療人材及び国立病院）。2008年農林水産省東北農政局長。2009年林野庁次長。2010年農林水産技術会議事務局長。2011年農林水産省関東農政局長。2012年日本政策金融公庫代表取締役専務農林水産事業本部長。2014年農中信託銀行顧問。2015年独立行政法人農畜産業振興機構理事長。